# Calcoteca
A Calcoteca (em grego:  Χαλκοθήκη, lit. "negócio do bronze") pertence ao conjunto de edifícios localizado na Acrópole de Atenas, cuja função consistia no armazenamento do bronze, armas, hídrias e rostros de navios, bem como para objetos sagrados e oferendas preciosas — ex-votos — provenientes dos santuários da acrópole. O seu nome e função foram conhecidos a partir de inscrições do século IV a.C.. Um decreto ordenava o recenseamento de todos os objetos armazenados na Calcoteca e a ereção de uma estela gravada com uma lista na frente da construção.
A Calcoteca foi construída por volta dos anos 380-370 a.C.. Foram identificados como pertencentes à Calcoteca os restos de uma estrutura descoberta a leste do santuário de Ártemis Braurônia e imediatamente a sudoeste do Pártenon. Desta chegaram até nós apenas algumas fundações de calcário e trincheiras cavadas na rocha da fundação. O edifício encontrava-se na frente da parede meridional da Acrópole e possuía cerca de 43 m de comprimento e 14 de largura, com vista para a zona norte através de um longo pórtico de 4,5 m de largura. Para abrir espaço ao pórtico foi aberta a parte mais meridional do patamar talhado na rocha que conduz à fachada ocidental do Pártenon. Considera-se, portanto, o pórtico um acréscimo do início do século IV a.C., enquanto que a parte principal da estrutura pensa-se ter sido contemporânea do Pártenon, que remonta à metade do século V a.C..
Parece que durante o domínio romano tivesse ocorrido uma importante reestruturação do edifício, conforme indicam os numerosos fragmentos de elementos arquitetónicos que são decididamente romanos de acordo com a datação e possuem dimensões correspondentes àquelas da Calcoteca.